# Ebba Fick
Ebba Fick, född 23 oktober 1880 i Fjälkestads församling, Kristianstads län, död 10 januari 1937 i Stockholm, var en svensk hemslöjdspionjär.
Efter att ha varit föreståndarinna för Gästriklands hemslöjdsförening, som Fick var med och grundade, blev hon år 1935 Statens hemslöjdskonsulent.
1934 valdes hon in i Nya Idun.

## Biografi
Fick föddes 23 oktober 1880 i Fjälkestads församling, som dotter till Magnus och Kristina Vilhelmina Fick. Fadern var verkställande direktör för Uppsala–Gävle Järnväg. Efter att hon avslutat flickskolan i Kristianstad börjande hon år 1902 på Nääs slöjdlärarseminarium, varpå hon gjorde studieresor runtom i Europa, bland annat till Italien, Schweiz och Tyskland. I Tyskland utbildade hon sig i skomakeri med stöd av H. M. Drottningens centralkommitte.
Hon ansvarade från Baltiska utställningen i Malmö 1914 för utställningsverksamheten i Svenska hemslöjdsföreningarnas riksförbund, och blev 1928 föreståndare för dess försäljningscentral i Stockholm. På Stockholmsutställningen 1930 och Londonutställningen 1931 ansvarde hon återigen över utställningarna av svensk hemslöjd. 1935 blev hon Statens hemslöjdskonsulent. Hon tilldelades 1930 Illis quorum.